# Junction (Utah)
Pour les articles homonymes, voir Junction (homonymie).
La ville américaine de  Junction est le siège du comté de Piute, dans l’Utah. Lors du recensement de 2000, sa population s’élevait à 177 habitants.
Fondée en 1880, Junction s’est d’abord appelée City Creek.

## Source
- (en) Cet article est partiellement ou en totalité issu de l’article de Wikipédia en anglais intitulé « Junction, Utah » (voir la liste des auteurs).